# 賀首維
賀首維（英語：Justin Hoh，2004年4月1日—），馬來西亞男子羽毛球運動員，生于吉隆坡。曾在2022年4月1日的BWF世界青年排名男单和男双中均排名第一。

## 早年生活
他出生於吉隆坡，七歲時開始接觸羽球。

## 主要比賽成績
只列出曾進入準決賽的國際賽事成績：
| 年份   | 賽事                     | 公開賽級別 | 項目     | 拍檔   | 成績   |
| ------ | ------------------------ | ---------- | -------- | ------ | ------ |
| 2021年 | 匈牙利羽毛球國際賽       | 國際系列賽 | 男子雙打 | 王振宇 | 準決賽 |
| 2022年 | 東南亞運動會羽毛球比賽   | 其他       | 男子團體 | －     | 銀牌   |
| 2022年 | 波恩羽毛球國際賽         | 未來系列賽 | 男子單打 | －     | 冠軍   |
| 2022年 | 克羅地亞羽毛球公開賽     | 未來系列賽 | 男子單打 | －     | 冠軍   |
| 2022年 | 馬來西亞羽毛球國際挑戰賽 | 國際挑戰賽 | 男子單打 | －     | 冠軍   |
| 2023年 | 愛沙尼亞羽毛球國際賽     | 國際系列賽 | 男子單打 | －     | 準決賽 |
| 2023年 | 伊朗羽毛球國際挑戰賽     | 國際挑戰賽 | 男子單打 | －     | 亞軍   |
| 2023年 | 烏干達羽毛球國際挑戰賽   | 國際挑戰賽 | 男子單打 | －     | 冠軍   |
| 2023年 | 中國瑞昌羽毛球大師賽     | 超級100賽  | 男子單打 | －     | 準決賽 |
| 2023年 | 古瓦哈蒂羽毛球大師賽     | 超級100賽  | 男子單打 | －     | 準決賽 |
| 2024年 | 湯姆斯盃                 | 其他       | 男子團體 | －     | 季軍   |
| 2024年 | 斯洛文尼亞羽毛球公開賽   | 國際系列賽 | 男子單打 | －     | 冠軍   |
| 2024年 | 北馬里亞納羽毛球公開賽   | 國際挑戰賽 | 男子單打 | －     | 亞軍   |
| 2024年 | 塞班島羽毛球國際賽       | 國際挑戰賽 | 男子單打 | －     | 冠軍   |
| 2025年 | 澳門羽球公開賽           | 超級300賽  | 男子單打 | －     | 亞軍   |

| 2018-2026年 | 總決賽 | 超級1000賽 | 超級750賽 | 超級500賽 | 超級300賽 | 超級100賽 | 國際挑戰賽 | 國際系列賽 | 未來系列賽 | 其他 |